# 20080 Maeharatorakichi
20080 Maeharatorakichi è un asteroide della fascia principale. Scoperto nel 1994, presenta un'orbita caratterizzata da un semiasse maggiore pari a 2,3403849 UA e da un'eccentricità di 0,1436912, inclinata di 10,14443° rispetto all'eclittica.